# Франция на «Евровидении-1959»
Франция принимала участие в Евровидении 1959, проходившем в Каннах, Франция, благодаря победе Андре Клаво в прошлом году. Страну представлял Жан Филипп с песней «Oui, oui, oui, oui», выступавший первым. Песня заняла 3 место, получив 15 баллов. Комментатором конкурса от Франции в этом году был Клод Даргет, а глашатаем Марин Лэсн.

## Страны, отдавшие баллы Франции
Каждая страна имела жюри в количестве 10 человек, каждый человек мог отдать очко понравившейся песне.
| Отдали Франции… | Отдали Франции… | Отдали Франции…          | Отдали Франции… |
| 4 балла         | 2 балла         | 1 балл                   |                 |
| --------------- | --------------- | ------------------------ | --------------- |
| Дания Германия  | Монако Бельгия  | Италия Швейцария Австрия |                 |

## Страны, получившие баллы от Франции
| 3 балла | Италия         |
| 2 балла | Германия       |
| 1 балл  | Великобритания |